# Maya Le Clark
Maya Le Clark (San Diego, 28 marzo 2011) è un'attrice statunitense, nota per aver interpretato Chloe Thunderman nella serie televisiva I Thunderman.

## Biografia
Maya Le Clark è nata il 28 marzo del 2011 a San Diego, in California.
Nel 2015 è entrata nel cast nella terza stagione dei I Thunderman, nel ruolo ricorrente di Chloe Thunderman, la figlia più piccola della famiglia Thunderman, con il potere del Teletrasporto. Nella quarta stagione è stata promossa a personaggio principale.

## Filmografia

### Cinema
- The Suicide Squad - Missione suicida, regia di James Gunn (2021)
- I Thunderman - Il ritorno, regia di Trevor Kirschner (2024)

### Televisione
- I Thunderman – serie TV, 55 episodi (2015-2018)
- Knight Squad – serie TV, 2 episodi (2018-2019)
- I Thunderman in missione  - serie TV, 10 episodi (2025- in corso)